# Studi per la Cappella Capponi
Gli Studi per la Cappella Capponi del Pontormo sono stati individuati soprattutto da Bernard Berenson e da Frederick Mortimer Clapp che hanno analizzato il corpus dei disegni di Pontormo.

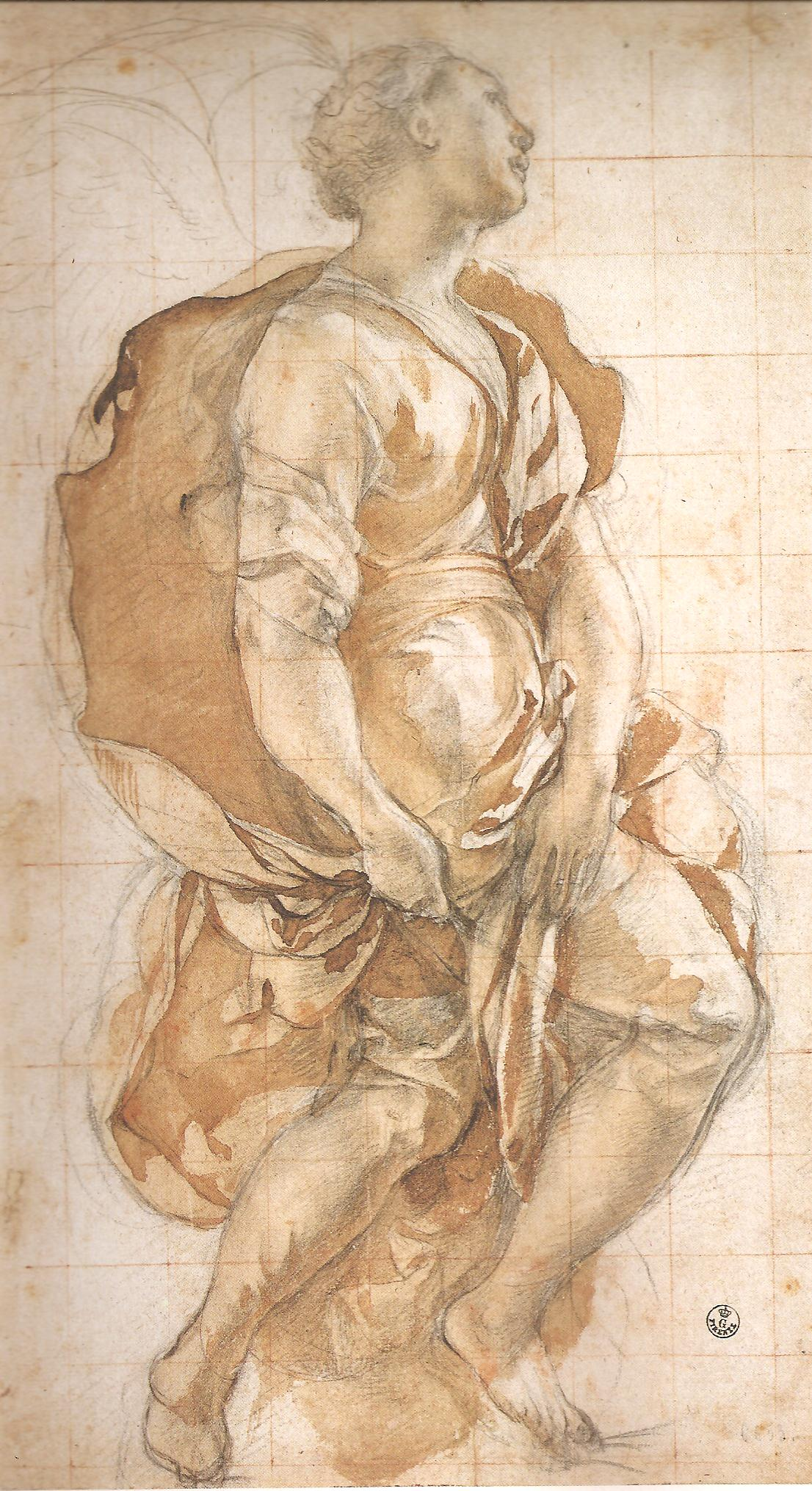
Pontormo - Studio per l'Angelo nunziante della Cappella Capponi

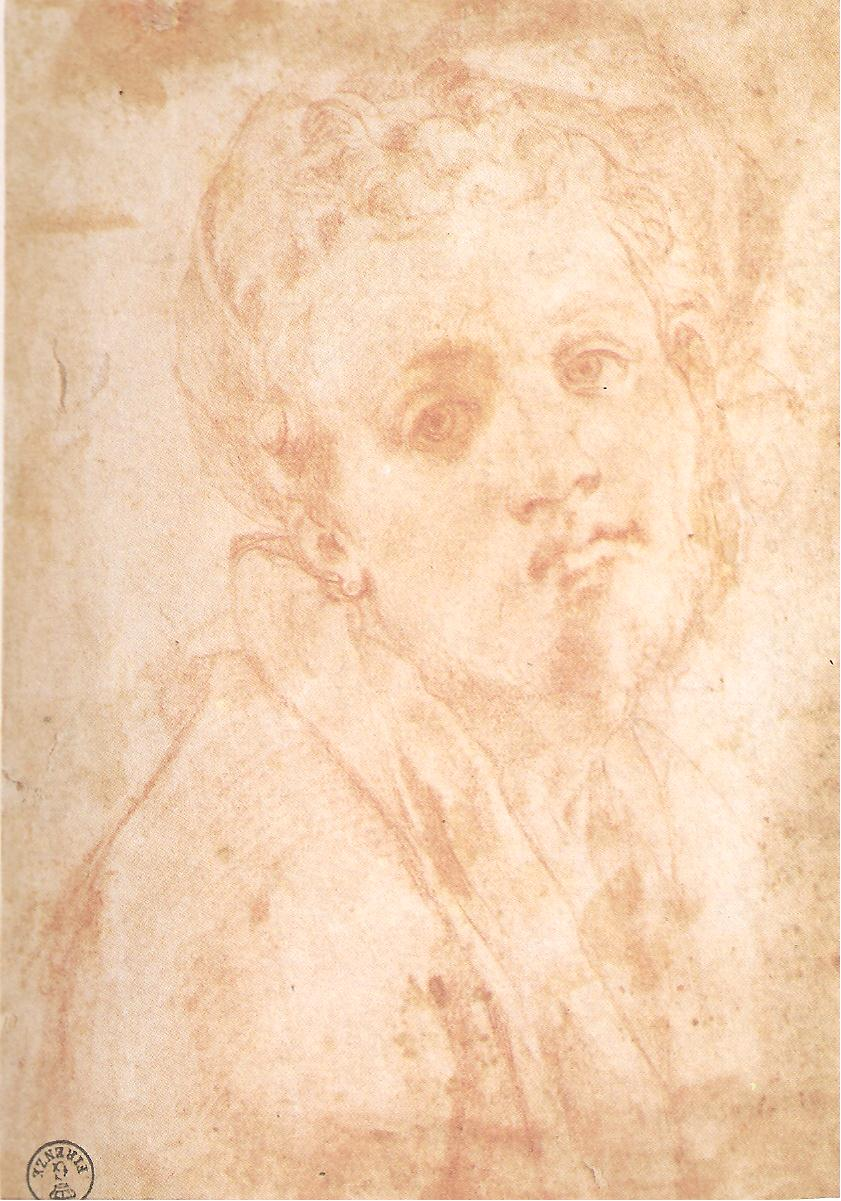
Pontormo - Studio per Autoritratto nella Cappella Capponi

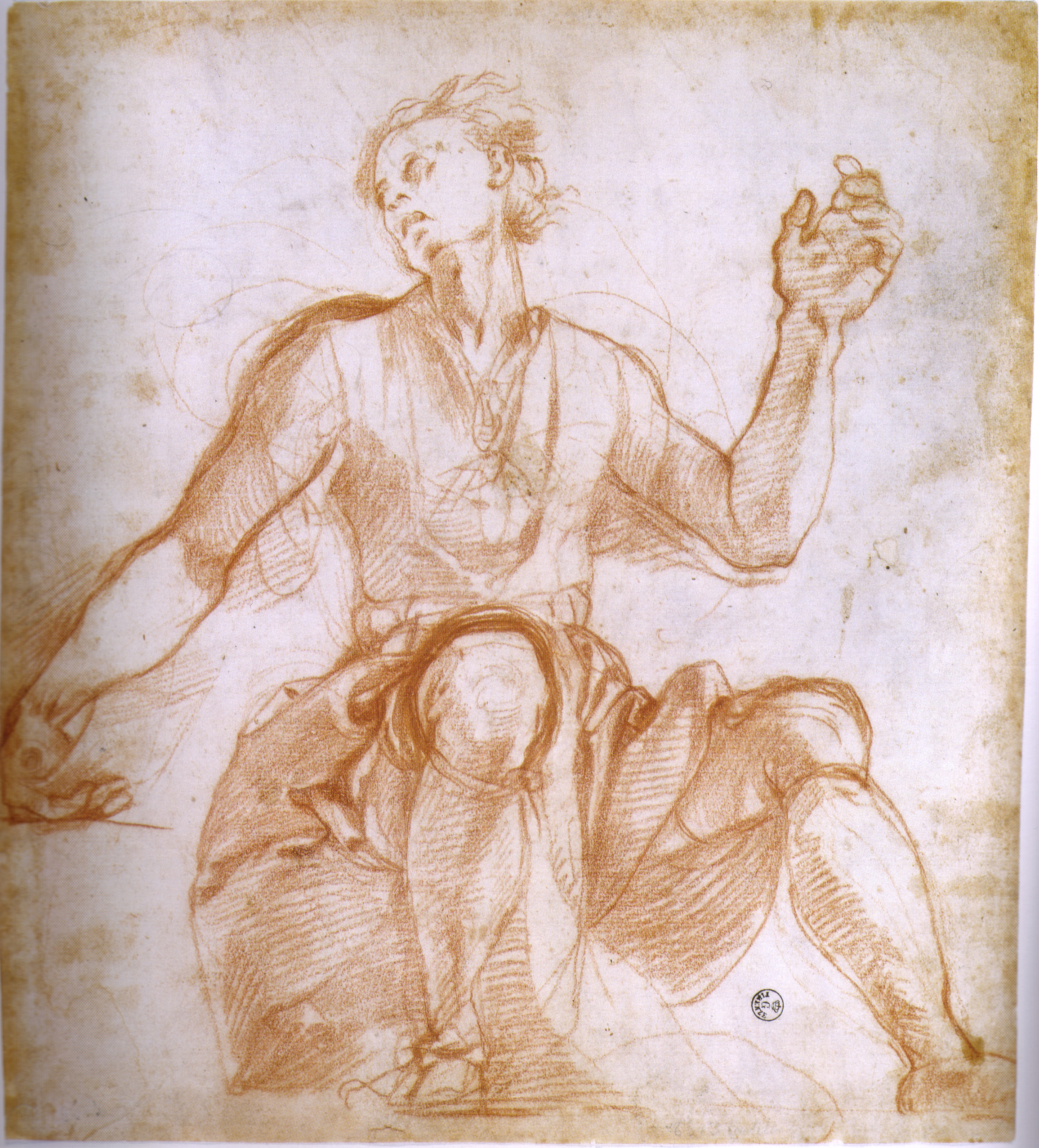
Pontormo, studio per patriarca nella volta della Cappella Capponi, Uffizi n. 6613f r

## Storia e descrizione
Per la Cappella Capponi, nella chiesa di Santa Felicita, a Firenze, Pontormo realizzò una pala d'altare con la Deposizione, un affresco con L'Annunciazione composto dalle figure dell'Angelo e della Vergine separate, gli Evangelisti San Luca e San Giovanni che erano nei pennacchi della volta e che risultano danneggiati, un Dio Padre e figure di patriarchi che scomparvero con il rifacimento della cupoletta della cappella.
I disegni preparatori sono distribuiti in varie collezioni, ma soprattutto sono agli Uffizi. Dagli studi di Berenson e di Clapp possiamo immaginare la difficoltà di identificazione, in particolare per i disegni relativi alla pala della Deposizione, poiché il Pontormo ricavò disegni anche da opere di Michelangelo e di Andrea del Sarto su questo stesso soggetto.

### Studi per laDeposizione

#### Edimburgo. National Gallery of Scotland
- N. 2330. Giovane nudo chinato ad afferrare un bambino, sanguigna. Forse una prima idea per l'opera.

#### Firenze. Gabinetto dei Disegni e Stampe
- N. 6527 F. Tre o quattro gambe, sanguigna, 16,5x24 cm.[2]
- N. 6540 F. Recto: Torso virile seduto verso destra, carboncino su carta grigia, 27x18 cm. Studio per il busto del Cristo. Verso: Parte inferiore di figura seduta, stessa tecnica. Studio per il giovane in primo piano.[3]
- N. 6576 F. Recto: Nudo virile che si abbandona verso destra, carboncino, 39x22 cm. Studio per la posa della fanciulla dietro la testa della Vergine.[4]
- N. 6577 F. Testa di giovane con occhi spiritati, sanguigna su carta preparata in rosso, 22x15,5 cm. Studio per il giovane che sorregge le gambe di Cristo.[5][6]

- N. 6587 F. Busto di giovane con la testa buttata all'indietro, sanguigna, 15x11 cm. Studio per un autoritratto.[7]
- N. 6588 F. Nudo maschile sul punto di inginocchiarsi, studio di spalle, testa di persona anziana, profilo di persona morta o addormentata, carboncino, 38x26 cm. Il nudo è uno studio per la figura semi genuflessa in primo piano, il profilo è per il Cristo morto e la testa per una pia donna.[7][8]
- N. 6613 F. Verso. Nudo di profilo e studi per parte inferiore di nudo virile, sanguigna, 31x27 cm. Studio per la figura che sostiene le spalle del Cristo.[9]
- N. 6627 F. Due teste femminili, sanguigna su carta preparata in rosa, 20x14 cm. Studi per le donne visibili dietro la Vergine.[10]
- N. 6642 F. Testa femminile e torso accennato, carboncino su carta preparata rosa. Studio per la Vergine.[11]
- N. 6647 F. Verso: Testa femminile, penna e bistro su fondo sfregato a carboncino, 26, 6x20,5 cm. Forse studio per la Madonna.[12]
- N. 6730 F. Due studi per panni per figura maschile, sanguigna, 33x12,5 cm. Studio per il giovane curvo sulla Vergine e per il giovane che sostiene Cristo.[13]

#### Londra. British Museum
- N. 1933-8-3-13. Verso: Due studi per un torso e un busto, sanguigna, 29x20,5 cm. Studi per il Cristo.

#### New York. Raccolta Janos Scholz
- Giovinetto a mezza figura, sanguigna, 15,7x12,7 cm.

#### Oxford. Christ Church
- N. B.28. Studio per una Pietà, carboncino, 33,5x30,5 cm.[14]

#### Parigi. Louvre
- N. 10907. Torso maschile con braccio destro rialzato, sanguigna e rialzi di biacca, 23,5x13,5 cm. Probabilmente la prima idea per il Cristo della Deposizione.

#### Roma. Istituto Nazionale per la Grafica
- N. 124230. Due studi per torso virile, sanguigna su carta acquarellata di rosso, 21x15 cm. Forse riferibili al Cristo morto.[15]
- N. 124231. Testa e spalle di ragazzo nudo, sanguigna su carta acquarellata in rosso, 11,5x15,5 cm. Forse riferibile alla figura che sorregge il Cristo.[15]

### Studi per gli Evangelisti

#### Besançon. Musée
- N. D.1411. Busto drappeggiato di giovane, sanguigna, 19,5x14,5 cm. Forse studio per uno degli Evangelisti.

#### Firenze. Gabinetto dei Disegni e Stampe
- N. 6647 F. Recto: Torso di un giovane di profilo, carboncino, 26, 6x20,5 cm. Forse studio per uno degli Evangelisti.[16]
- N. 6674 F. Mezza figura di nudo di giovane con capelli ricci, carboncino, 20x16,5 cm. Studio forse per Evangelista.[17]

#### Londra. British Museum
- N. 2-102. Busto di giovane incorniciato da un turbine di drappeggi, sanguigna, 24x22 cm. Si riferisce all'evangelista Matteo.[18]

### Studi per l'Annunciazione

#### Firenze. Gabinetto dei Disegni e Stampe
- N. 448 F. Vergine in piedi presso un leggio sul quale pone la mano sinistra, sanguigna, quadrettato, 39x21,5 cm. Studio per la Madonna Annunziata.[19]
- N. 6570 F.  Recto: Donna avvolta in drappeggio, carboncino (parzialmente disegnato su un nudo femminile a sanguigna), 40,5x27,5 cm. Disegno ricollegabile alla Vergine Annunciata.[20]
- N. 6653 F. Giovane drappeggiato che avanza verso destra, carboncino e acquarello su carta preparata rosa, 39x22 cm. Schizzo per l'Angelo.[21]

### Studi per i Patriarchi

#### Firenze. Gabinetto dei Disegni e Stampe
- N. 6590 F. Nudo seduto a gambe aperte, poggiato al gomito destro e con bastone nella sinistra, carboncino, quadrettato a sanguigna, 28x21 cm. Già attribuito a un pastore della lunetta a Poggio a Caiano, si riferisce forse a uno dei patriarchi che erano stati affrescati sulla volta della Cappella Capponi.[22]
- N. 6613 F. Recto: Giovane seduto a gambe aperte con drappo alla vita e rotolo in mano, sanguigna, 31x27 cm. Disegno riferibile a uno dei patriarchi nella volta distrutta della cappella.[23]

### Studi per Dio Padre

#### Firenze. Gabinetto dei Disegni e delle Stampe
- N. 6686 F. Recto: Nudo virile seduto con mano destra protesa, carboncino, ritagliato, 25x23 cm. Forse studio per Dio Padre del perduto affresco della volta.[24]

#### Firenze. Collezione Santarelli
- N. 8966. Uomo drappeggiato, con barba fluente, seduto, con volto e braccio diretti a sinistra, carboncino con rialzi di biacca, quadrettato in rosso, 27,3x34,2 cm. Studio per il Padre Eterno.